# Salina Cruz
Salina Cruz là một đô thị thuộc bang Oaxaca, México. Năm 2005, dân số của đô thị này là 76219 người.